# هيروكي نودا
هيروكي نودا (باليابانية: 野田 裕喜) (مواليد 27 يوليو 1997)، هو لاعب كرة قدم ياباني سابق كان يلعب كمدافع.

## وصلات خارجية
- هيروكي نودا على موقع رابطة كرة القدم اليابانية للمحترفين (اليابانية)
- هيروكي نودا على موقع قاعدة بيانات كرة القدم.إي يو (الإنجليزية)
- هيروكي نودا على موقع Soccerway.com (الإنجليزية)
- هيروكي نودا على موقع عالم كرة القدم.نت (الإنجليزية)
- هيروكي نودا على موقع كووورة